# Мамазаирова, Менди
Меңди Мамазаирова (кирг. Меңди Мамазаирова; 1 мая 1943, с. Конур-Жаз (ныне Кара-Сууского района, Ошской области Кыргызстана) — киргизская поэтесса, писательница, драматург, член Союза писателей СССР и Кыргызстана, заслуженный деятель культуры Киргизии (с 1993). Народный поэт Кыргызстана (2017).

## Биография
В 1965 году окончила филологический факультет университета во Фрунзе (ныне Киргизский национальный университет имени Жусупа Баласагына).
С 1965 года работала в Государственном телерадиокомитете Киргизской ССР. В 1967—1971 учительствовала в средней школы Кара-Сууского района.
В 1971—1974 г. — руководитель регионального музея краеведения, в 1974 — журналист газеты. В 1995—1996 — корреспондент радио Азаттык, позже — корреспондент Киргизского государственного телевидения, с августа 1996 года работала в качестве комментатора ТВ. Народный поэт Кыргызстана (2017).

## Творчество
Литературной деятельностью М. Мамазаирова начала заниматься ещё в студенческие годы, первым её произведением является рассказ «Самат, мен сени издеп келдим», напечатанный в 1975 г. в журнале «Ала-Тоо». В 1988 году её повесть «Ячменное жнивьё» вошла в сборник произведений от издательства «Мектеп».
Первый сборник стихов «Саламатсыңбы күн» вышел в свет в 1979 г. Затем были изданы сборники рассказов, повестей, стихотворений и публицистических поэм, таких как «Нөшөр»("Ливень), «Жайдын эң ысык күнү» ,"Туулуп өскөн үй", «Ак канаттуу чабалекей», «Кайгыдан тургуздум сага бир эстелик», «Турумтай», «Энелер үнү», «Таарынган шаар», «Тур, улуу Журт!». Большую известность и славу М. Мамазаировой принес роман «Турумтай».
Значителен также вклад М. Мамазаировой в киргизскую драматургию. Ею созданы пьесы «Наристеге арналган хризонтема» («Хризантемы для младенца»), «Аппак аял, айдагы кыз», «Кымгуут түшкөн бир кечте».
За выдающиеся заслуги, в сфере литературы и искусства, Менди Мамазаирова была награждена почётными грамотами, в 2007 г. медалью «Данк», в 1993 г. удостоена звания «Заслуженный деятель культуры Республики Кыргызстан».
В 2017 году удостоена звания «Народный поэт Республики Кыргызстан».
В 2023 году награждена орденом «Манас» III степени.
Супруга поэта Жолона Мамытова.